# Q.E.D.
数学、哲学などにおける Q.E.D. はラテン語の Quod Erat Demonstrandum（かく示された/これが示されるべき事であった）が略されてできた頭字語。証明や論証の末尾におかれ、議論が終わったことを示す。現代の数学においても Q.E.D. は一般的に使用されている。（#電子的な記号を参照。）

## 歴史

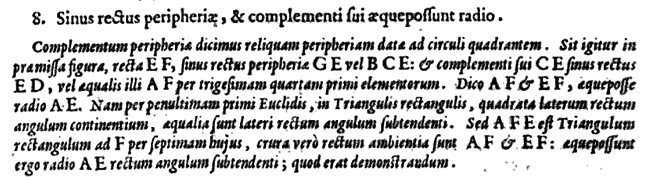
フィリッペ・ファン・ランズベルゲによる Triangulorum Geometræ (1604) に書かれている証明のいくつかは "quod erat demonstrandum" で終わっている。

この quod erat demonstrandum という言い回しはギリシャ語のὅπερ ἔδει δεῖξαι. (hoper edei deixai) が中世の幾何学者によってラテン語に訳されてできたものである。このギリシャ語の言い回しはユークリッドやアルキメデスによって用いられていた。特にユークリッドは論理的な演繹によって数学を構成することに重きを置いたので、Q.E.D. という言葉の使用のうちにこのような方法論を推進する意図を認めることができる。

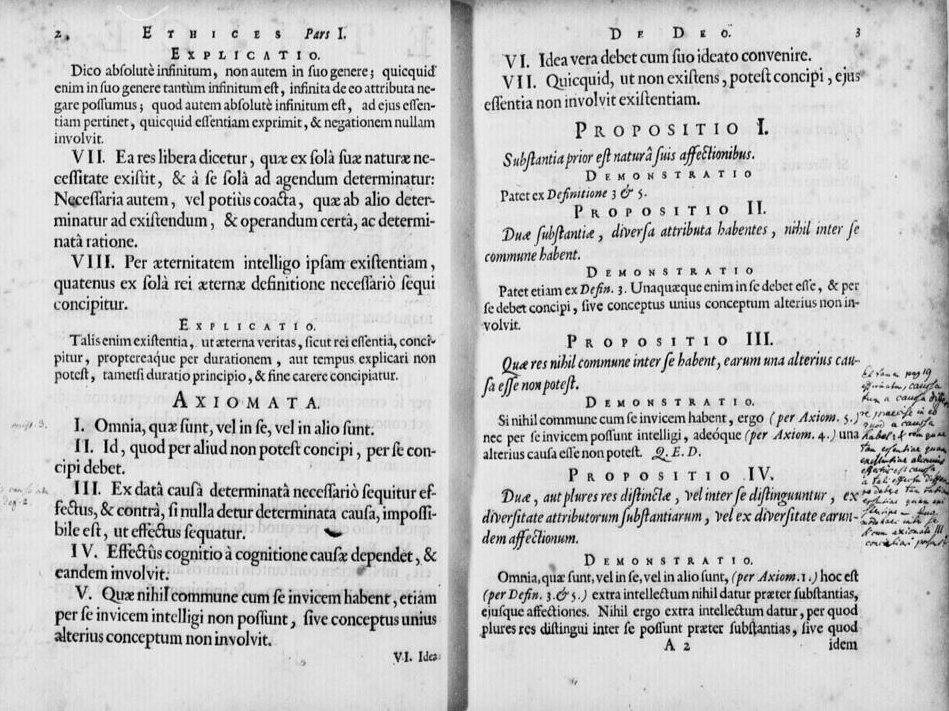
スピノザの『エチカ』原著の第1部より。右頁の中頃にある PROPOSITIO III. の DEMONSTRATIO の末尾に Q.E.D. が使用されている。

ルネサンス期のヨーロッパの数学書は普通ラテン語で書かれていたため、"quod erat demonstrandum" のような言い回しが証明の最後にしばしば用いられた。哲学の議論における Q.E.D. の代表的な使用例としてバールーフ・デ・スピノザの代表作『エチカ』（1677、ラテン語） が挙げられる。スピノザ自身がこの本のスタイルを称して「幾何学的な秩序によっている」と宣言したように、（彼の推論が演繹的として適切かはともかくとして）定義、公理ののちに命題が述べられ、 Q.E.D. で終わる証明が続くというスタイルで記述されている。これは日記の形式で書かれていたルネ・デカルトによる『省察』と比べて、スピノザにとって大きな進展だった。

## 類似の略語
使用頻度の落ちる少し異なった意味を持つラテン語の言い回しとして、「これがなすべきことだった」という意味の "Quod erat faciendum" がある。これは普通 Q.E.F. と略される。Q.E.F. はギリシャの数学者によって用いられた ὅπερ ἔδει ποιῆσαι (hoper edei poiēsai) から来ている。ユークリッドはこの言葉を例示的な構成などの結語として用いていた。Q.E.D. と Q.E.F. の違いは完全な証明と作図題の違いによる。

Q.E.D. は様々な言語に訳されている。特に、西欧の数学における主要言語であったフランス語やドイツ語ではそれぞれ C.Q.F.D. ("ce qu'il fallait démontrer") および w. z. b. w. ("was zu beweisen war") となっている。英語や日本語における定訳は存在しないが、多くの場合証明の最後は "this completes the proof" 、「これで証明が完成する」などの簡潔な文が添えられることが多い。

## 電子的な記号
LaTeX などのソフトウェアを用いてコンピュータによる組版で数学の証明が書かれるようになってから何種類かの記号が Q.E.D. の代わりに用いられるようになった。代表的なものは墓石（tombstone）あるいはハルモス記号（この用法を提案したポール・ハルモスにちなむ）とも呼ばれる黒い四角 {\displaystyle \blacksquare } であるが、白い四角 {\displaystyle \square } が推奨されることもある。Unicode は「証明終わり」の記号を明示的に U+220E (end of proof ∎) に割り当てているが、 U+25AE (black vertical rectangle ▮) や U+2023 (triangular bullet ‣) も代替として割り当てている。